# 34380 Pratikvangal
34380 Pratikvangal este o planetă minoră (asteroid), cu un diametru de 2,203 km, din centura de asteroizi. A fost descoperită pe 5 septembrie 2000 la Experimental Test Site⁠(d) de Lincoln Near-Earth Asteroid Research. 
Obiectul prezintă o orbită caracterizată de o semiaxă mare de 2,6565515 UAi, o excentricitate de 0,1, o înclinație de 2,25254 ° în raport cu ecliptica.